# 大字野面
大字野面（おおあざのぶ）は、福岡県北九州市八幡西区の大字。住居表示未実施。郵便番号は807-1262。

## 地理
八幡西区の南端に位置し、西は木屋瀬東、北は真名子・大字楠橋・楠橋南・楠橋西・野面・金剛・大字金剛、東は大字笹田・星ケ丘に接し、南は直方市に接する。北東部には大字金剛の飛び地がある。

### 河川
- 一級河川 笹尾川
- 普通河川 五反田川

### 湖沼
- 古賀池

## 地域の特徴
かつて鞍手郡野面村と呼ばれていた地域のうち、住居表示されずに残った地域である。町域の西縁を国道200号現道が南北に、東部を国道200号直方バイパスが南北に、北部を九州自動車道が東西に走る。直方バイパスは、北東端の八幡インターチェンジにて九州自動車道に接続する。また町域の南部を西流したのち北流する五反田川が、町域の北端近くを西流する笹尾川に合流する。町域の半分ほどを水田などの農地が占め、中央部と南部に林が残る。北九州市立木屋瀬中学校、杉の子保育園、北九州農業協同組合木屋瀬支店などがある。

## 歴史

### 地名の由来
鞍手郡野面村より。古くは野夫、野母とも書いた。町内の深田公園付近には大字野面の字、深田があった。

### 沿革
- 1878年（明治11年）11月1日 - 郡区町村編制法の福岡県での施行により、行政区画としての鞍手郡が発足。鞍手郡野面村となる。
- 1889年（明治22年）4月1日 - 町村制施行により、木屋瀬村、野面村、笹田村、金剛村の4村が合併し、木屋瀬村が発足。野面村は木屋瀬村大字野面となる。
- 1898年（明治31年）9月2日 - 木屋瀬村が町制施行し木屋瀬町が発足。木屋瀬村大字野面は木屋瀬町大字野面となる。
- 1955年（昭和30年）4月1日 - 木屋瀬町が八幡市に編入。木屋瀬町大字野面は八幡市大字野面となる。
- 1963年（昭和38年）2月1日 - 八幡市、戸畑市、小倉市、若松市、門司市の5市が合併し、北九州市が発足。八幡市大字野面は北九州市八幡区大字野面となる。
- 1963年（昭和38年）4月1日 - 北九州市が政令指定都市に指定され、八幡区、戸畑区、小倉区、若松区、門司区の5区を設置。北九州市八幡区大字野面は北九州市八幡区大字野面となる。
- 1974年（昭和49年）4月1日 - 八幡区が八幡西区と八幡東区に分かれ、北九州市八幡西区大字野面となる[5]。
- 1988年（昭和63年）6月1日 - 大字野面の一部が楠橋南二丁目になる[6]。
- 1989年（平成元年）6月1日 - 大字野面の一部が楠橋南三丁目、野面一丁目 - 二丁目、金剛三丁目 - 四丁目になる[7]。
- 1995年（平成7年）6月1日 - 大字野面の一部が星ケ丘六丁目 - 七丁目になる[8]。
- 2002年（平成14年）6月1日 - 大字野面の一部を星ケ丘七丁目に編入する[9]。
- 2020年（令和2年）8月1日 - 大字野面の一部が木屋瀬東一丁目 - 四丁目になる[10]。

## 世帯数と人口
2025年（令和7年）3月31日現在（北九州市発表）の世帯数と人口は以下の通りである。
| 大字     | 世帯数  | 人口  |
| -------- | ------- | ----- |
| 大字野面 | 352世帯 | 660人 |

### 人口の変遷
国勢調査による人口の推移。
| 1995年（平成7年）  | 1,494人 | [ 11 ] |  |
| 2000年（平成12年） | 1,485人 | [ 12 ] |  |
| 2005年（平成17年） | 1,518人 | [ 13 ] |  |
| 2010年（平成22年） | 1,471人 | [ 14 ] |  |
| 2015年（平成27年） | 1,534人 | [ 15 ] |  |
| 2020年（令和2年）  | 807人   | [ 16 ] |  |

### 世帯数の変遷
国勢調査による世帯数の推移。
| 1995年（平成7年）  | 470世帯 | [ 11 ] |  |
| 2000年（平成12年） | 499世帯 | [ 12 ] |  |
| 2005年（平成17年） | 541世帯 | [ 13 ] |  |
| 2010年（平成22年） | 534世帯 | [ 14 ] |  |
| 2015年（平成27年） | 554世帯 | [ 15 ] |  |
| 2020年（令和2年）  | 327世帯 | [ 16 ] |  |

## 学区
市立小・中学校に通う場合、学区は以下の通りとなる。
| 大字     | 番地 | 小学校                 | 中学校                 |
| -------- | --- | ---------------------- | ---------------------- |
| 大字野面 | 1 - 230番地,281 - 311番地,361 - 998番地, 1000 - 1646番地,1648 - 1663番地,1693番地1, 1717 - 1742番地,2003番地以上 | 北九州市立木屋瀬小学校 | 北九州市立木屋瀬中学校 |
| 大字野面 | 1675 - 1687番地,1811 - 1896番地,1928番地                                                                         | 北九州市立星ヶ丘小学校 | 北九州市立木屋瀬中学校 |

## 交通

### バス
| 運行事業者                        | 停留所   | 系統 |
| --------------------------------- | -------- | ---- |
| 西鉄バス筑豊                      | 山浦     | 急行 |
| 西鉄バス筑豊                      | 上新縄手 | 急行 |
| おでかけ交通 (運行：第一観光バス) | 農協前   |      |
| おでかけ交通 (運行：第一観光バス) | 深田     |      |

### 道路
- 九州自動車道
- 国道200号（現道）
- 国道200号（直方バイパス）

## 施設

### 公共施設
- 栄町公民館

### 教育施設
- 北九州市立木屋瀬中学校

### 金融機関
- JA北九 木屋瀬支店

### 社会福祉施設
- 杉の子保育園

### 公営住宅
- 市営木屋瀬東団地
- 市営栄町団地
- 市営野面南団地

### 公園
- 野面浮洲公園
- 深田公園
- 六田公園